# Hans Fischer (General)
Hans Fischer (* 31. Januar 1895 in Regensburg; † 2. April 1943 in Riga) war ein deutscher Generalingenieur der Luftwaffe im Zweiten Weltkrieg.

## Leben
Fischer trat am 10. August 1914 als Freiwilliger der Bayerischen Armee bei und diente zu Beginn des Ersten Weltkriegs zunächst im I. Ersatz-Bataillon im 7. Infanterie-Regiments „Prinz Leopold“ sowie von September bis November 1914 im 21. Reserve-Infanterie-Regiment. Im Anschluss wechselte er in das Ersatz-Bataillon des 21. Infanterie-Regiments „Großherzog Friedrich Franz IV. von Mecklenburg-Schwerin“ über.
Am 13. Mai 1915 begann Fischer eine Flugzeugführerausbildung bei der bayerischen Fliegerersatzabteilung in Schleißheim, die bis Ende Oktober 1916 andauerte. Zwischenzeitlich Ende Januar 1916 zum Vizefeldwebel befördert, folgte anschließend eine zweimonatige Ausbildung an der Militärfliegerschule 4. Am 20. Dezember 1916 wurde Fischer Flugzeugführer bei der Kampfstaffel 34 sowie ab dem 13. Februar 1917 bei der Schutzstaffel 25. Von Ende März 1917 bis zum 8. Oktober 1917 diente er wieder bei der bayerischen Fliegerersatz-Abteilung Schleißheim und wurde ab Oktober 1917 zurück in den Bodenkampf versetzt, wo er bei der Ersatz-Abteilung des 21. Infanterie-Regiments „Großherzog Friedrich Franz IV. von Mecklenburg-Schwerin“ zum Einsatz kam. Ende Oktober 1917 stieg er Zug- und stellvertretenden Kompanieführer auf, wobei er zugleich stellvertretender Adjutant des III. Bataillons war und beim Stab des 28. Infanterie-Regiments diente. Am 12. Mai 1918 avancierte er zum Leutnant der Reserve.
Nach Kriegsende und Demobilisierung schied Fischer zum 21. Januar 1919 aus dem Militärdienst aus und kehrte in das Zivilleben zurück. Dort war er vom 1. Mai 1927 bis zum 31. Oktober 1933 Technischer Leiter an der Deutschen Verkehrsfliegerschule in List und Staaken.
Zum 1. November 1933 trat Fischer der im geheimen Aufbau begriffenen Luftwaffe bei und agierte bis Ende Februar 1934 als Referent bei der Inspektion der Fliegerschulen im Reichsluftfahrtministerium. Vom 1. März 1934 bis Ende Februar 1935 war Fischer Technischer Leiter des Fliegerhorstes Celle. Danach diente er als 1. Referent bei der Inspektion der Seeflieger in Kiel und wurde am 1. April 1936 Flieger-Oberstabs-Ingenieur. Vom 15. September 1938 bis Ende Juli 1939 war Fischer als Chef-Ingenieur beim Luftgaukommando VI (See) tätig. Zum 1. August 1939 kehrte Fischer wieder nach Berlin zurück und agierte über den Beginn des Zweiten Weltkriegs hinaus als Luftgauingenieur III sowie ab dem 10. Februar 1940 als Luftgauingenieur XI in Hamburg. Am 1. Juli 1940 erfolgte seine Ernennung zum Oberst (Ing). Als solcher wurde er am 1. Dezember 1941 Chefingenieur beim Luftflottenkommando 1 und in dieser Eigenschaft am 1. April 1942 General-Ingenieur. Fischer kam am 2. April 1943 bei einem Flugzeugabsturz nahe Riga ums Leben.